# Kakkisenjärvi
Kakkisenjärvi eller Kakkusenjärvi är en sjö i Finland. Den ligger i kommunen Kuopio i landskapet Norra Savolax, i den centrala delen av landet, 300 km norr om huvudstaden Helsingfors. Kakkisenjärvi ligger 122 meter över havet. Den är 6 meter djup. Arean är 1,93 kvadratkilometer och strandlinjen är 15,82 kilometer lång. Sjön  ingår i Kymmene älvs huvudavrinningsområde.   I omgivningarna runt Kakkisenjärvi växer i huvudsak blandskog.